# Albert Ilg

Albert Ilg

Albert Ilg (* 11. Oktober 1847 in Laimgrube, heute zu Wien gehörend; † 28. November 1896 ebenda) war ein österreichischer Kunsthistoriker. 

## Leben und Werk
Ilg war ab 1873 Kustos des Museums für Kunst und Industrie in Wien, ab 1876 Kustos in den kaiserlichen Sammlungen (heute: Kunsthistorisches Museum) und dort ab 1884 Leiter der Sammlung von Waffen und kunstindustriellen Gegenständen.
Der Mitarbeiter Rudolf Eitelbergers gab in dessen Nachfolge die Quellenschriften zur Kunstgeschichte heraus. Sein Hauptwerk ist die erste Monographie zu Johann Bernhard Fischer von Erlach. Mit diesem Werk ergriff er eine Initiative zur kunsthistorischen Neubewertung des Barocks. Zugleich setzte er sich dafür ein, den Neubarock als österreichischen „Nationalstil“ anzusehen. Dazu veröffentlichte er das Pamphlet Die Zukunft des Barockstils. Eine Kunstepistel unter dem Pseudonym Bernini der Jüngere.
Nach seinen Vorgaben wurden die Innenausstattung des Kunsthistorischen Museums und der Skulpturenschmuck der Neuen Burg gestaltet.
Albert Ilg besorgte auch die Übersetzung von Cennino Cenninis Handbuch über die Malerei, dem Libro dell'arte o trattato della peintura.
Er ruht in einem ehrenhalber gewidmeten Grab auf dem Wiener Zentralfriedhof (31A-2-10). Am Grabmal ist ein Porträtmedaillon von Franz Xaver Pawlik angebracht.
Im Jahr 1899 wurde in Wien-Leopoldstadt (2. Bezirk) der Ilgplatz nach ihm benannt.

## Veröffentlichungen (Auswahl)
- Cennino Cennini: Das Buch von der Kunst oder Traktat der Malerei des Cennino Cennini da Colle di Valdelsa. Übersetzt, mit Einleitung, Noten und Register versehen von Albert Ilg, Braumüller, Wien 1871 (= Quellenschriften für Kunstgeschichte und Kunsttechnik des Mittelalters und der Renaissance. Band 1).
- Über den kunsthistorischen Werth der Hypnerotomachia Poliphili. Ein Beitrag zur Geschichte der Kunstliteratur in der Renaissance. Wien 1872.
- Vermischte Aufsätze aus dem Gebiete der Kunstgeschichte. Wien 1875.
- Die Zukunft des Barockstils. Eine Kunstepistel (unter Pseudonym), Wien 1880.
- als Hrsg.: Kunstgeschichtliche Charakterbilder aus Österreich-Ungarn, Wien/Prag/Leipzig 1893.
- Die Fischer von Erlach. Leben und Werke Joh. Bernh. Fischer’s des Vaters. Wien 1895.